# Melvin Valladares
Melvin Yovany Valladares Castillo (Tegucigalpa, M.D.C., Francisco Morazán, 14 de julio de 1984) es un futbolista hondureño. Juega de delantero, su primer equipo fue Municipal Valencia. Actualmente juega en el Club Deportivo Marathon de la Liga Nacional de Fútbol Profesional de Honduras.

## Selección de Honduras
Valladares actualmente juega para el Club Deportivo Victoria. Él también es miembro de la Selección de fútbol de Honduras, hizo su debut con la selección nacional en 2007. En noviembre de 2009, hizo unas pruebas con el Tottenham Hotspur después de haber sido recomendado por Wilson Palacios.

### Participaciones en Copa de Oro de la Concacaf
| Copa de Oro                     | Sede           | Resultado   |
| ------------------------------- | -------------- | ----------- |
| Copa de Oro de la Concacaf 2009 | Estados Unidos | Semifinales |

### Goles internacionales
| N. | Fecha                | Estadio                                                  | Rival      | Gol | Resultado | Competición                  |
| -- | -------------------- | -------------------------------------------------------- | ---------- | --- | --------- | ---------------------------- |
| 1  | 11 de julio de 2009  | Gillette Stadium, Foxborough, Estados Unidos             | Granada    | 3–0 | 4–0       | Copa Oro 2009                |
| 2  | 12 de agosto de 2009 | Estadio Olímpico Metropolitano, San Pedro Sula, Honduras | Costa Rica | 3–0 | 4–0       | Eliminatorias Sudáfrica 2010 |

## Clubes
| Club                    | País     | Año       |
| ----------------------- | -------- | --------- |
| Municipal Valencia      | Honduras | 2004-2006 |
| Real España             | Honduras | 2006-2010 |
| Guerreros de Hermosillo | México   | 2010-2011 |
| Dorados de Sinaloa      | México   | 2011-2012 |
| Motagua                 | Honduras | 2012-2013 |
| Victoria                | Honduras | 2014      |
| Marathón                | Honduras | 2014-     |